# 卢广 (南朝)
盧廣（?—?），范陽郡涿县（今河北省涿州市）人，南朝梁官员、儒学者。自称晋司空从事中郎盧諶后裔。
盧廣年轻时明经書，習熟儒学。梁武帝天監年間由北魏归附南梁。初任員外散騎侍郎，出为始安郡太守。因事免官。不久，起复为折冲将军，参加北伐。率领一千兵马北伐，回到建康，担任步兵校尉，兼国子博士、讲授《五经》。当時，北朝到南梁的儒学者有崔灵恩、孙详、蒋显，他们聚徒讲说，音辞鄙拙。只有卢广言论清雅，为时人所推重。尚書僕射徐勉兼通经术，与盧廣互相赞赏，友情深厚。盧廣转任員外散騎常侍，国子博士如故。出为桂陽嗣王蕭淵象信武長史、尋陽郡太守。转任江州刺史武陵王蕭紀長史，太守如故。後在官任上去世。

## 延伸阅读
[在维基数据编辑]
 《梁書·卷48》，出自姚思廉《梁書》